# Национальный центральный университет
Национальный центральный университет (англ. National Central University, NCU, кит. 國立中央大學, Kuo-Li Chung-yang Ta-hsüeh или 中大, Chung-ta) — государственный исследовательский университет с давними традициями, базирующийся в Тайване. Он был основан в 1915 году. Первоначально школа располагалась в Мяоли, когда она впервые переехала на Тайвань, но в 1962 году переехала в Чжунли и преобразовалась в общеобразовательный университет. Это первый университет на Тайване, который исследует экономику промышленности и экономическое развитие (тайваньский индекс потребительской уверенности ежемесячно публикуется NCU). NCU является членом Ассоциация по развитию университетских бизнес-школ. В 2002 году NCU был выбран Министерством образования как один из семи национальных университетов, занимающихся исследованиями.
NCU имеет восемь колледжей в различных областях, в том числе Колледж гуманитарных наук, Колледж естественных наук, Инженерный колледж, Колледж электротехники и компьютерных наук, Колледж биомедицинских наук и инженерии, Колледж наук о Земле, Колледж менеджмента и Колледж изучения хакка, а также в сфере социологии, права и государственного управления и т. д.

## История
Основанный в Нанкине до 1949 года, Национальный центральный университет был воссоздан на Тайване в 1962 году как Высший институт геофизики Национального центрального университета в уезде Мяоли. Первоначальный участок университета в Нанкине с тех пор стал частью кампуса Нанкинского университета. В 1968 году NCU переехал на своё нынешнее место в районе Шуанлянпо (雙連坡) города Чжунли, округ Таоюань (ныне район Чжунли, город Таоюань), Тайвань, и был переименован в Научный колледж Национального центрального университета. В 1979 году он был официально восстановлен под названием Национальный центральный университет. В 2003 году NCU и три других национальных университета установили партнёрское сотрудничество Университетской системы Тайваня. Теперь NCU — национальный общеобразовательный университет, ориентированный на исследования.

## Расположение
Кампус университета в городе Таоюань расположен в северной части острова, примерно в 45 минутах езды от столицы Тайбэя. Большой зелёный кампус на вершине холма находится на некотором расстоянии от оживлённого центра города Чжунли. Кампус NCU находится всего в 30 минутах езды от Тайваньского международного аэропорта Таоюань, что делает его очень удобным для международных поездок.
Обсерватория NCU Лулинь расположена недалеко от национального парка Юйшань, в южной части Тайваня.

## Колледжи и факультеты

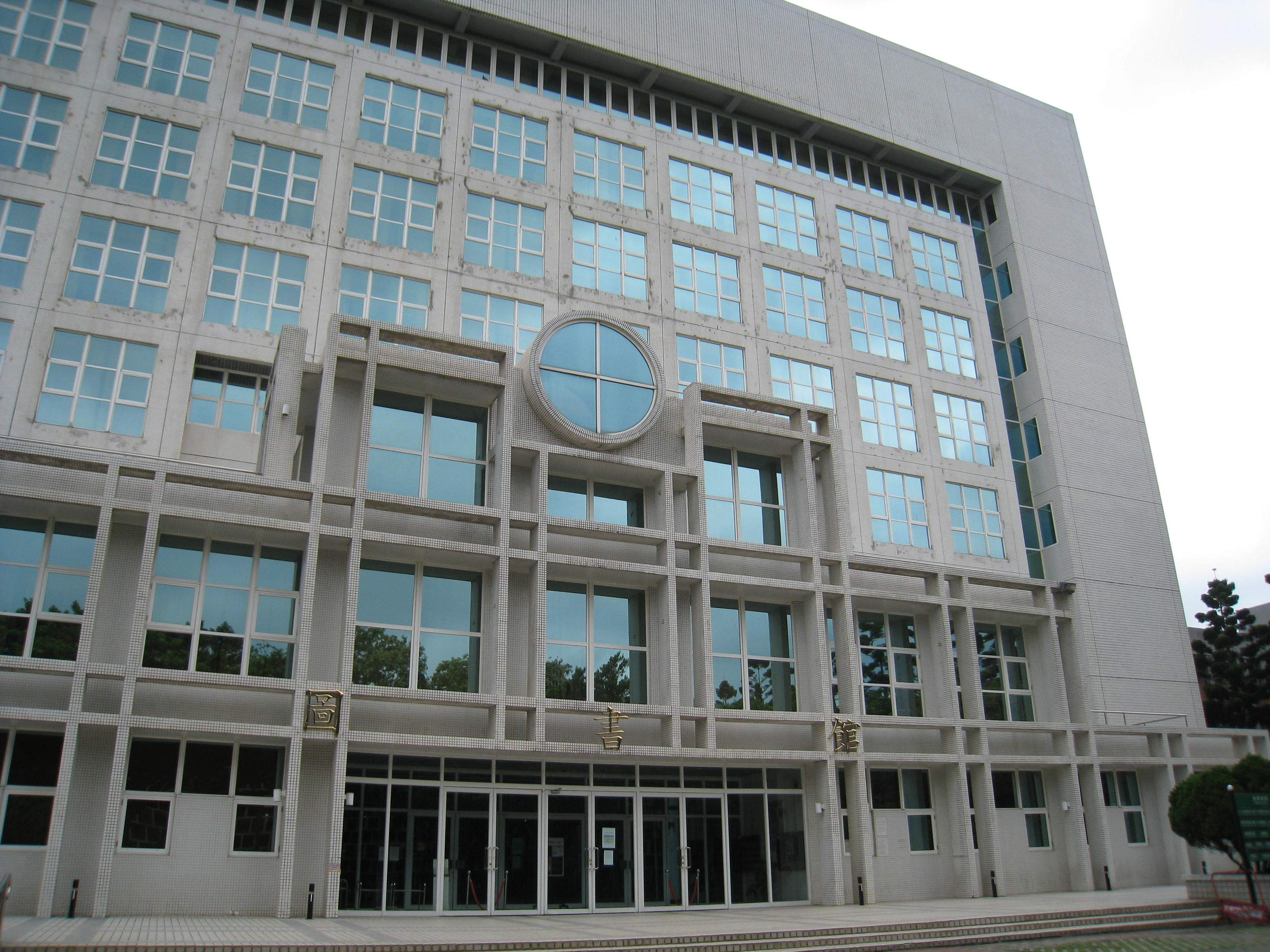
Библиотека Национального центрального университета

NCU состоит из восьми колледжей: наук о Земле, электротехники и компьютерных наук, инженерии, исследований хакка, медицинских наук и технологий, гуманитарных наук, естественных наук и менеджмента. В каждом колледже находится множество исследовательских центров, таких как Центр исследований космоса и дистанционного зондирования, Центр снижения и предотвращения опасностей, Тайваньское экономическое развитие, Биотехнология и биомедицинская инженерия, а также несколько небольших гуманитарных центров. Всего в восьми колледжах есть 19 отделений бакалавриата, 48 институтов последипломного образования и 38 исследовательских центров.

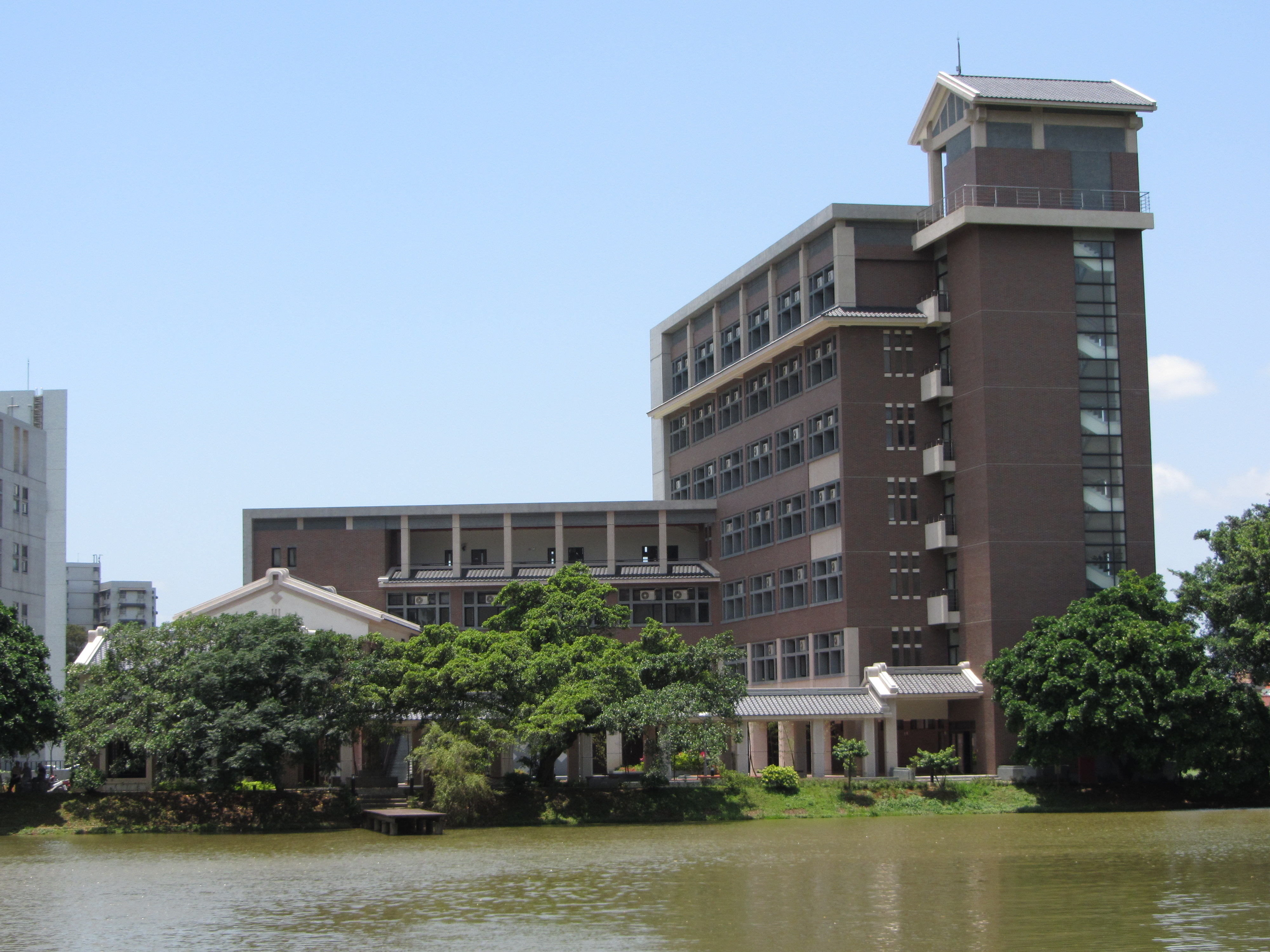
Колледж исследований хакка
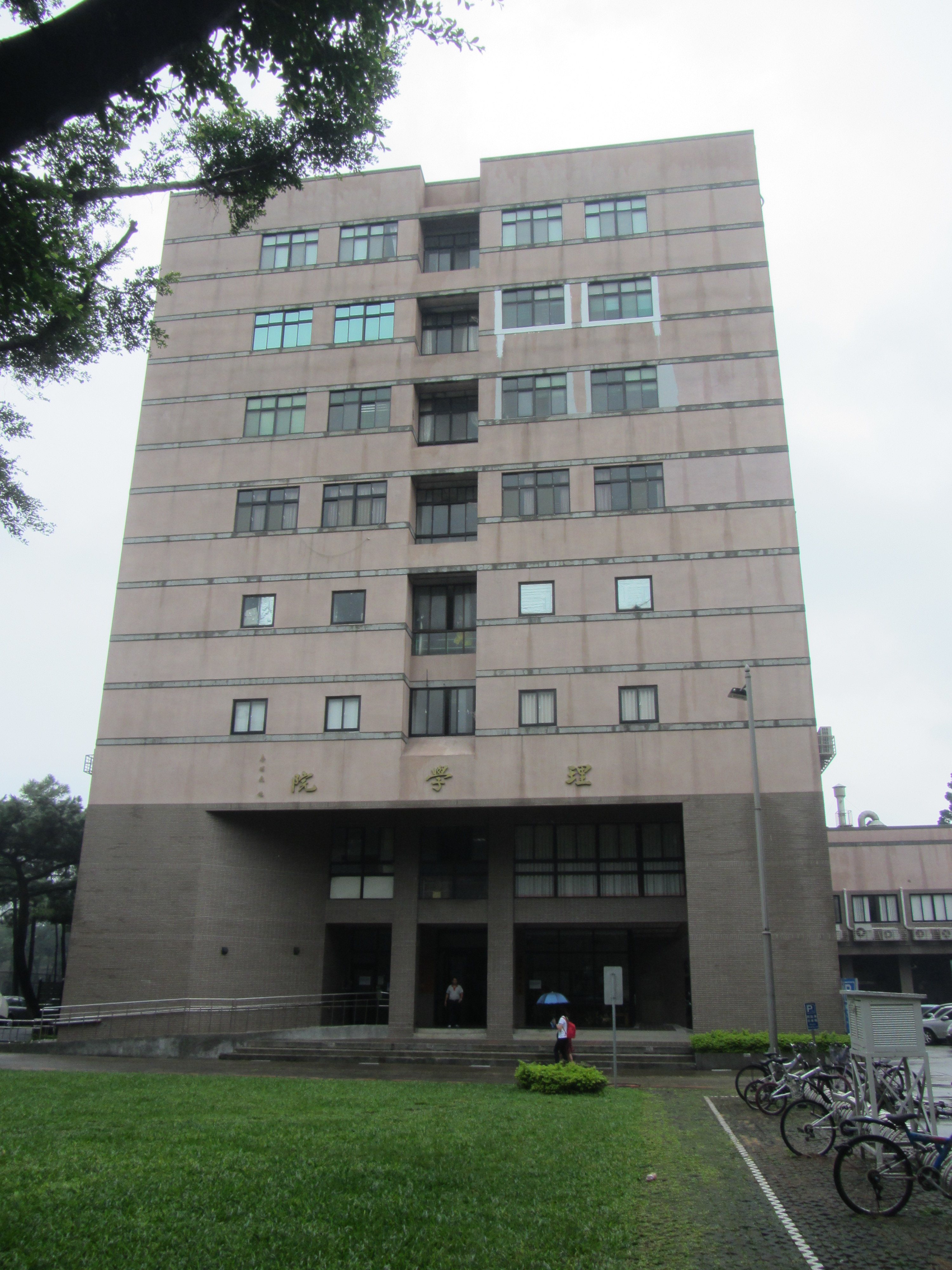
Колледж естественных наук
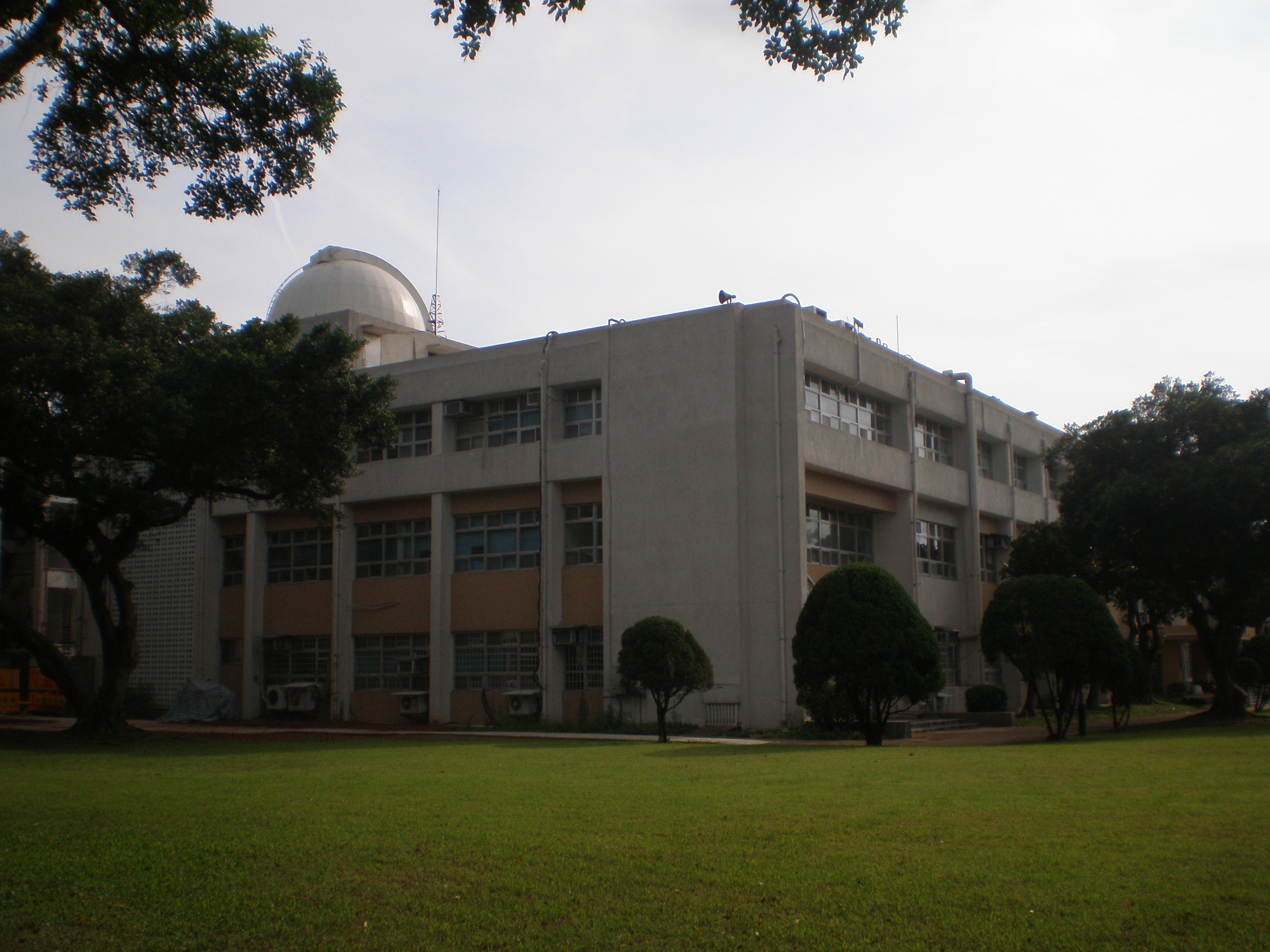
Колледж наук о Земле

## Международные программы
NCU участвует в Тайваньской международной программе для выпускников в области наук о системе Земли Академии Синика, выдающегося академического исследовательского учреждения Тайваня.

## Известные выпускники и преподаватели
- Ву Цзяньсюн, известный физик-ядерщик и физик-экспериментатор.
- Хуавей Ко[англ.], педагог и профессор[9]
- Ху Ши, профессор, политический теоретик и дипломат в Китайской Республике.